# Kármelhegyi Boldogasszony-bazilika
A Kármelhegyi Boldogasszony-bazilika (máltaiul: Santwarju Bażilika tal-Madonna tal-Karmnu) egy karmelita római katolikus basilica minor rangú templom, amely Vallettában, Málta fővárosában található. Valletta egyik fő temploma, és az UNESCO világörökség részét képezi, amely az egész várost magában foglalja. A jelenlegi templomot 1958 és 1981 között építették egy 16. század végi templom helyén, amely a második világháborúban elpusztult. Hatalmas kupolája a főváros látképének meghatározó része.
XIII. Leó pápa 1880. június 19-én a vatikáni káptalanon keresztül pápai kánoni koronázási dekrétumot adott a Kármelhegyi Boldogasszony tiszteletre méltó Mária-képe számára. A koronázásra 1881. július 15-én került sor.

## Története

### Az első templom
A karmelita rend legalább 1418 óta jelen van Máltán, és nem sokkal a nagy ostromot követően, a város 1566-os alapítása után templomot és kolostort alapított Vallettában. Pierre de Monte nagymester 1570. július 27-én átadott egy telket a karmelitáknak; az átruházási okiratot Placido Habel közjegyző feljegyzései között őrizték meg. A birtokot 66 scudiért adták át, de 1571 áprilisában del Monte két rendeletet adott ki, amelyek ezt az összeget visszavonták, így a karmeliták ingyen kapták meg a földet.
Ġwann Vella karmelita plébános megbízta Ġlormu Cassar építészt a templom és a kolostor megtervezésével. Amíg ezek épültek, a miséket egy kis ideiglenes kápolnában tartották, amelyet az angyali üdvözletnek szenteltek. Pietro Dusina inkvizítor 1575 februárjában meglátogatta és feljegyzést készített a kápolna tartalmáról. A kápolna Valletta első plébániatemplomaként szolgált amíg később be nem olvasztották a Szent Pál hajótörése-plébániába. Végül 1591-ben (más források szerint 1608-ban) készült el Cassar temploma.
A 16. és a 18. század között számos johannita lovag adományozott pénzt, vagyont vagy műtárgyakat a karmelita szerzeteseknek, és az egyik ilyen lovag, Girolamo de Fosses, a templomban lévő, Oszlopos Miasszonyunknak szentelt kápolna építését fizette. Az épületet különösen a német nyelvterületről származó lovagok támogatták, akik a közeli Auberge d'Allemagne-ban (a mai anglikán társszékesegyház helyén) laktak, és nem rendelkeztek saját felszentelt templommal.
1852-ben Giuseppe Bonavia építész tervei alapján új homlokzatot építettek, és ekkor néhány belső átalakítást is végeztek rajta. A templom oltárképét 1881. július 15-én Carmelo Scicluna püspök koronázta meg, 1886. április 6-án pedig Antonio Maria Buhagiar apostoli adminisztrátor szentelte fel a templomot. XIII. Leó pápa 1895. május 13-án basilica minor státuszt adott neki.
1942. március 4-én, a második világháború idején a templomot bombatalálat érte, és súlyos károkat szenvedett. A karmelita szerzetesek ezt követően úgy döntöttek, hogy romjait lerombolják, és egy új templomot építenek a helyére. Számos művészeti és történelmi tárgy veszett oda, bár a régi templom tartalmának nagy része megmaradt, és visszakerült az új épületbe.

### A jelenlegi templom
A romok eltakarítása után elhúzódott a lermbolt templom pótlása. Az építkezés 1958. április 30-án kezdődött, amikor a generális perjel megáldotta az alapkövet, az új templom Ġużè Damato építész tervei alapján neoklasszicista és neobarokk stílusban épült fel. Több évtizedes munka után az épületet 1981. június 15-én fejezték be, majd Manwel Gatt tartományfőnök szentelte fel. A templom kupolája valamivel magasabb, mint a közeli anglikán Szent Pál Pro-katedrális harangtornya, és állítólag szándékosan azért tervezték így, hogy versenyre keljenek vele.
A templom belsejében látható szobrokat Joseph Damato művész 19 éven át faragta. A templom a Szent Domonkos plébánia fennhatósága alá tartozik, és az épület szerepel a Máltai Szigetek kulturális javainak nemzeti jegyzékében.

## Építészeti jellemzői
A 16. századi templom hossza 46 méter, szélessége 15 méter volt, széles főhajóból és oldalkápolnákból állt, összesen tíz oltárral. Alacsony kupolával és harangtoronnyal rendelkezett, a belső teret freskók díszítették.
A 20. századi templomot a neoklasszicista építészet példájaként jellemezték, Nagy, 42 méter magas ovális kupolával rendelkezik, amely a vallettai horizonton a Marsamxett felé néző oldalon kiemelkedő helyet foglal. Belül a templom 12 korinhoszi ozlopfővel koronázott oszlopa vörös márványból készült. Az elefántcsont színű belő teret gazdag stukkóborítás és számos szobor, valamint faragvány díszíti. A főoltár fölött díszes, barokk stílusú baldachin magasodik, melyet négy kisebb, vizont sokkal díszesebb vörösmárvány oszlop támaszt alá. Az oltár asztallapját a két végén angyalszobrok tartják. A templom külsején az Old Theatre és Old Mint utcák sarkán található egy fülke a Kármelhegyi Szűzanya szobrával. A szobrot Salvatore Dimech szobrászművész készítette 1855-ben, és külön műemléki védelemben áll.
A templom oltárképe egy festmény, amely a kis Jézust tartó Szűz Máriát ábrázolja, akit Stock Szent Simon és Szicíliai Szent Ágota alakjai szegélyeznek.A festmény alkotója és eredete ismeretlen, de úgy vélik, hogy legalább a 16. század végéről vagy a 17. század elejéről származik, és egyesek Filippo Paladininek tulajdonítják. Egyes források szerint a művet a karmeliták szerezték be Szicíliából az első templom építése idején. A festményt 1856-ban Paul Cuschieri, 1978-ban Samwel Bugeja, a 21. században pedig Godwin Cutajar restaurálta.
A templom egyik fülkéjében található a Kármelhegyi Szűzanya faszobra, amelyet 1781-ben Nápolyban faragtak. Abram Gatt által tervezett ezüst talapzaton áll, és Publius Magro restaurálta a 21. század elején. A templomban található még az egyik legjelentősebb máltai művész, a krmelita apáca Maria de Dominici 1670-es években készült Beato Franco című alkotása.

## Galéria

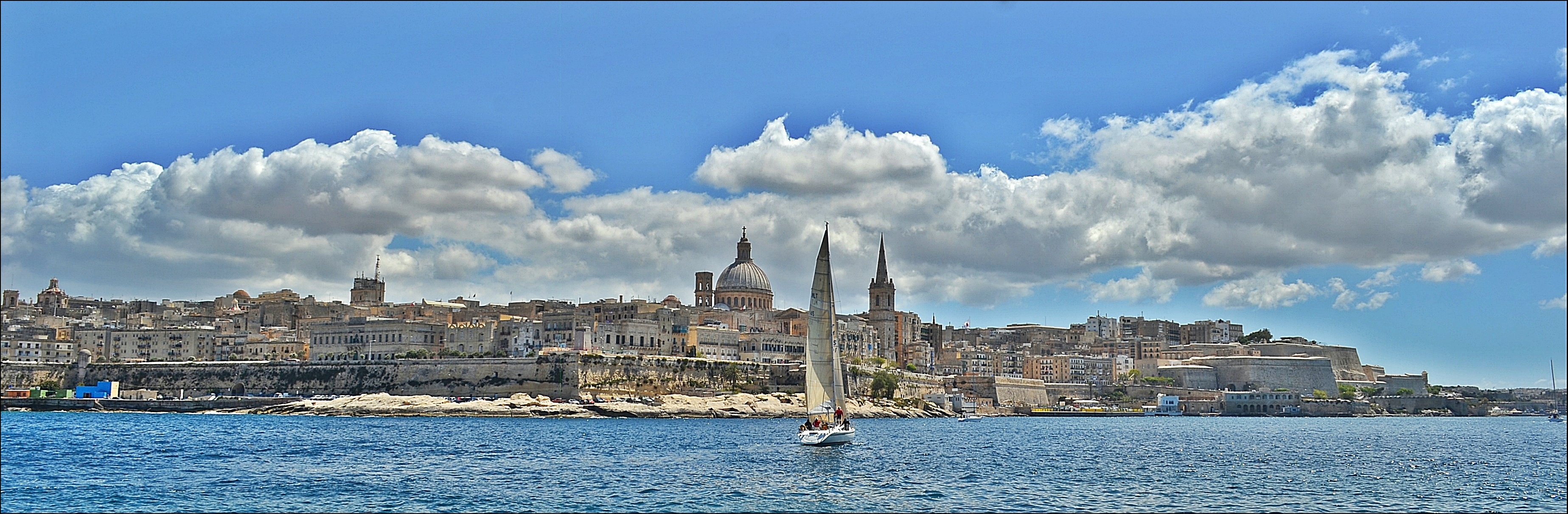
Valletta látképét uralva
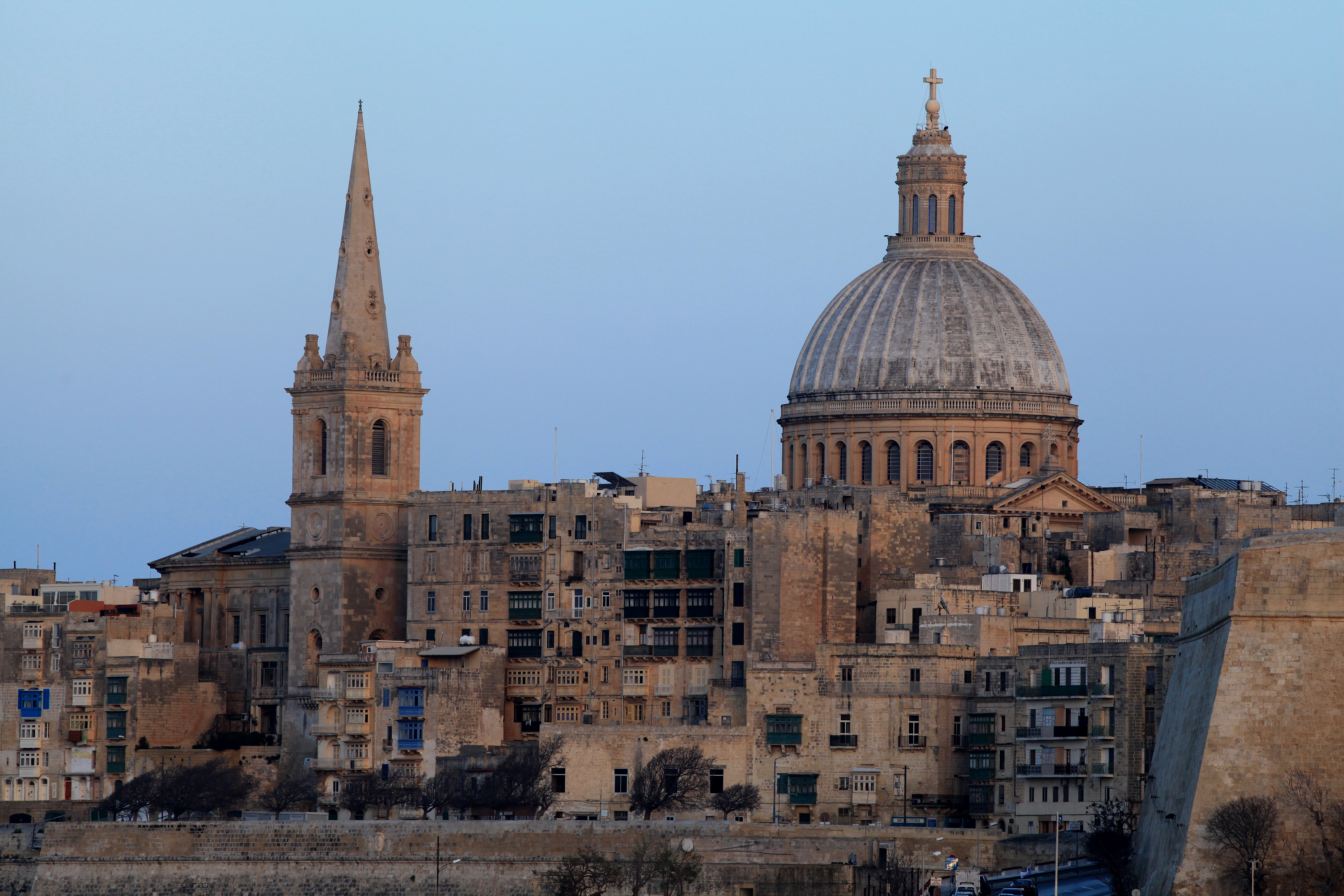
Az anglikán székesegyház tornyával vetekedő kupola
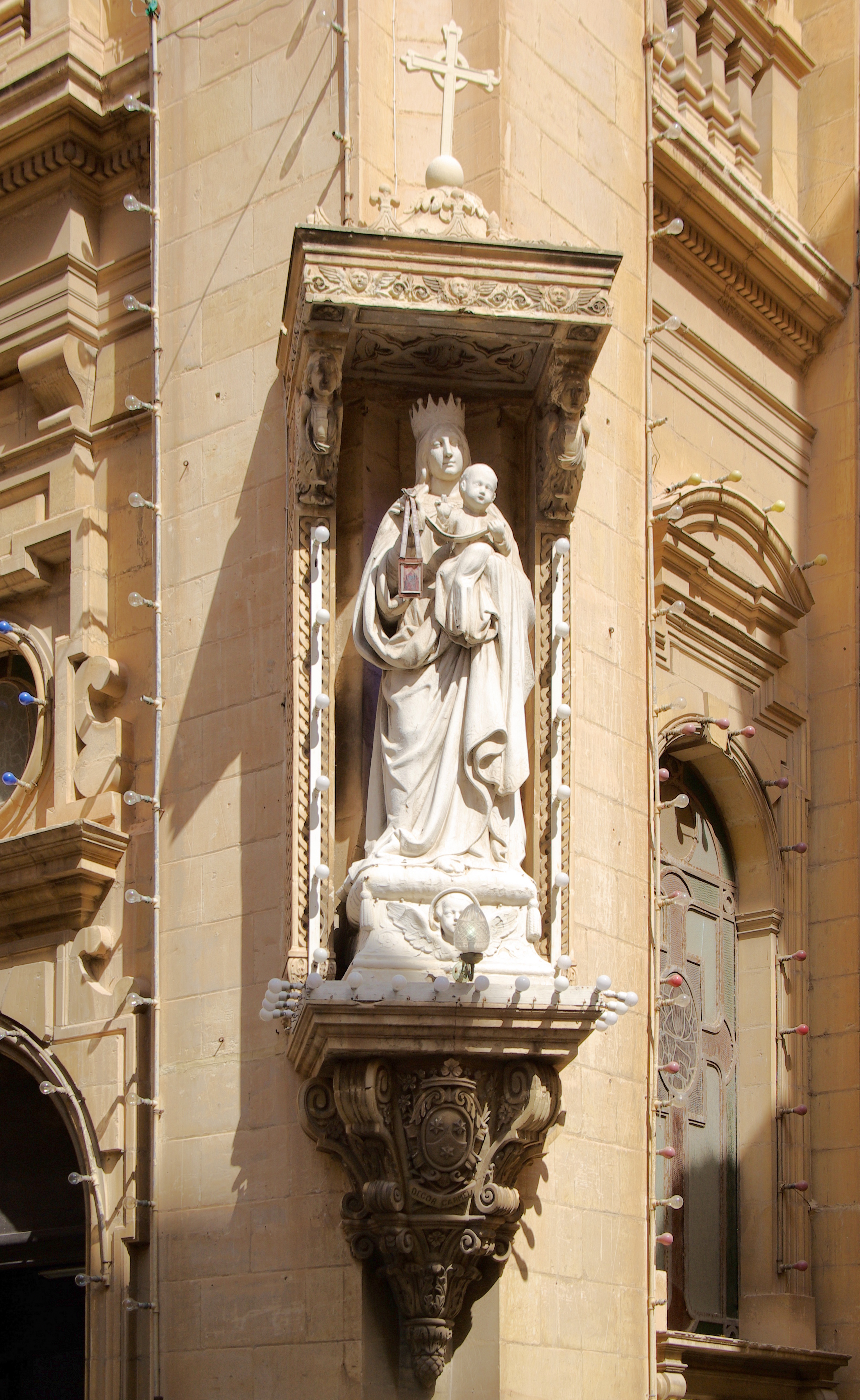
A védett szoborfülke
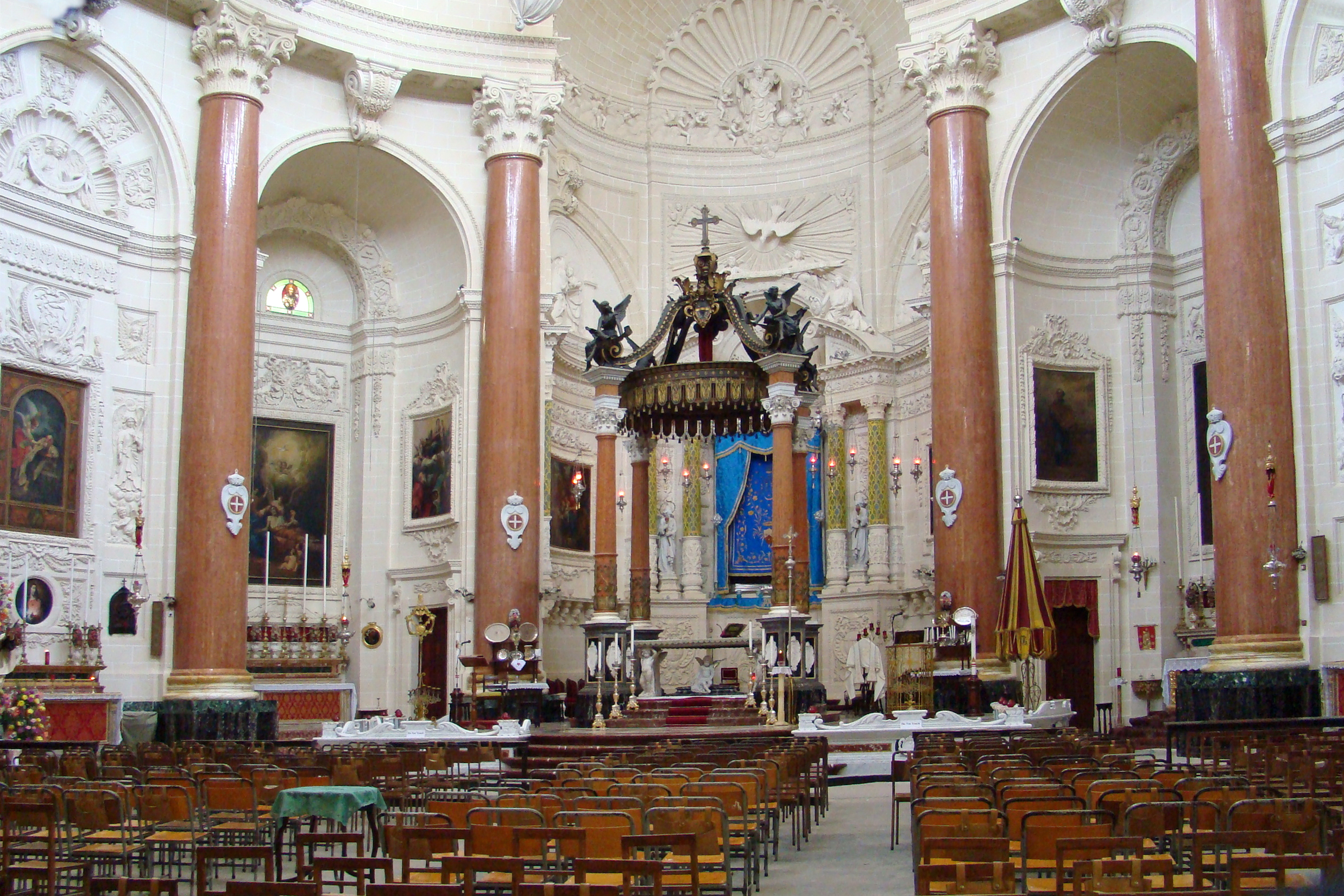
Az épület belseje
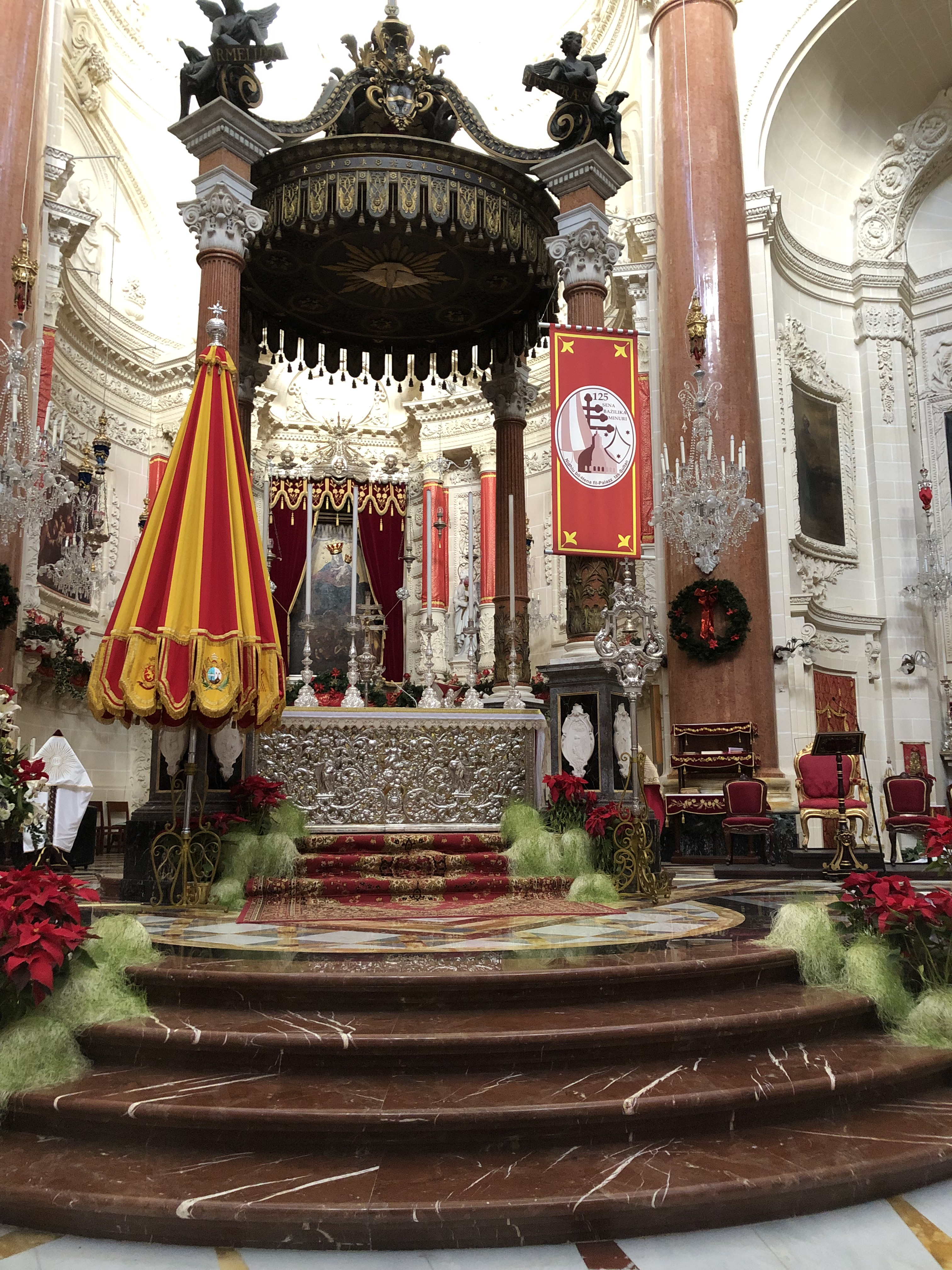
A bazilikai rangot jelző umbraculum (balra) és tintinnabulum
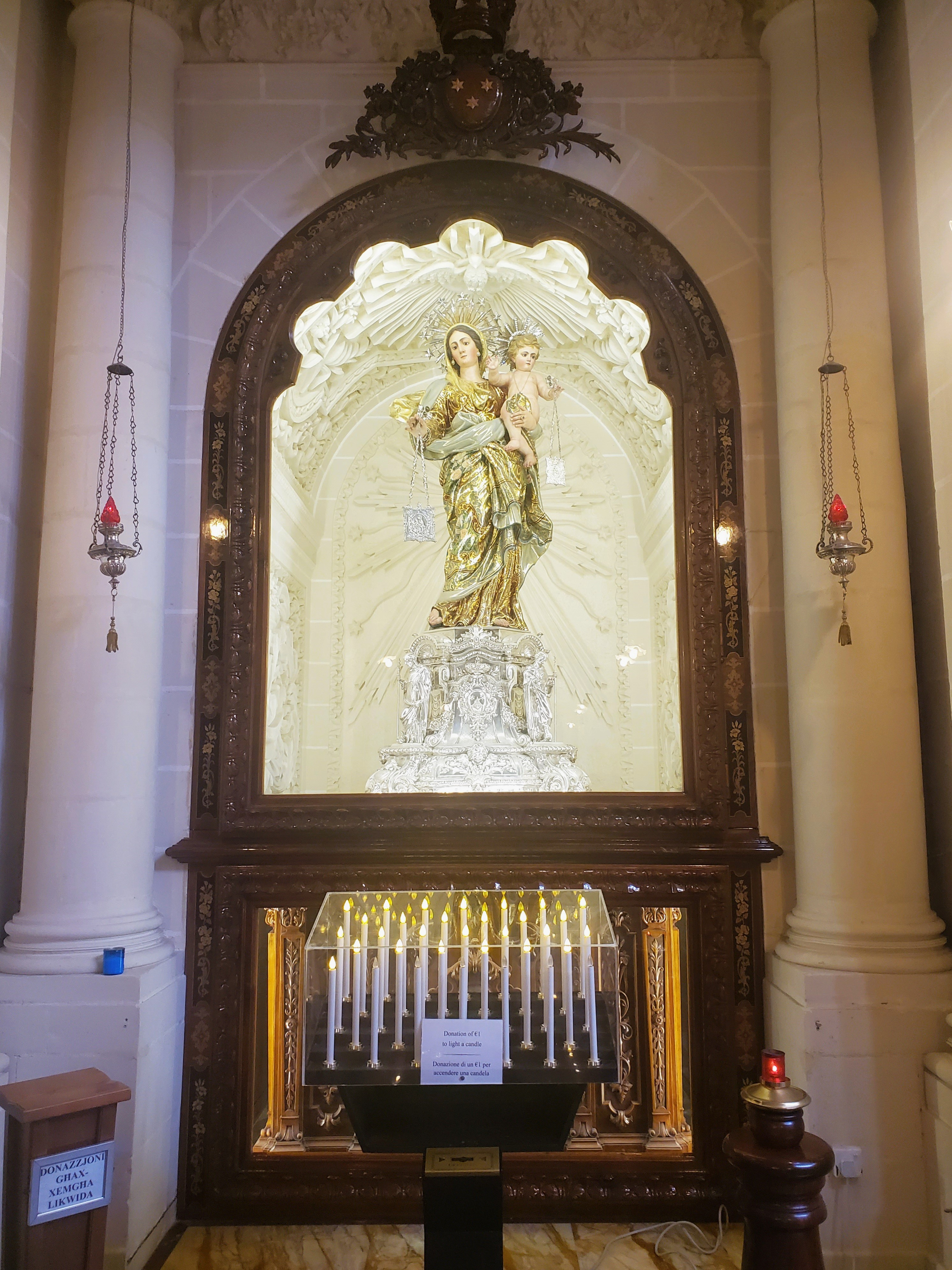
A kegyszobor és míves ezüsttalapzata
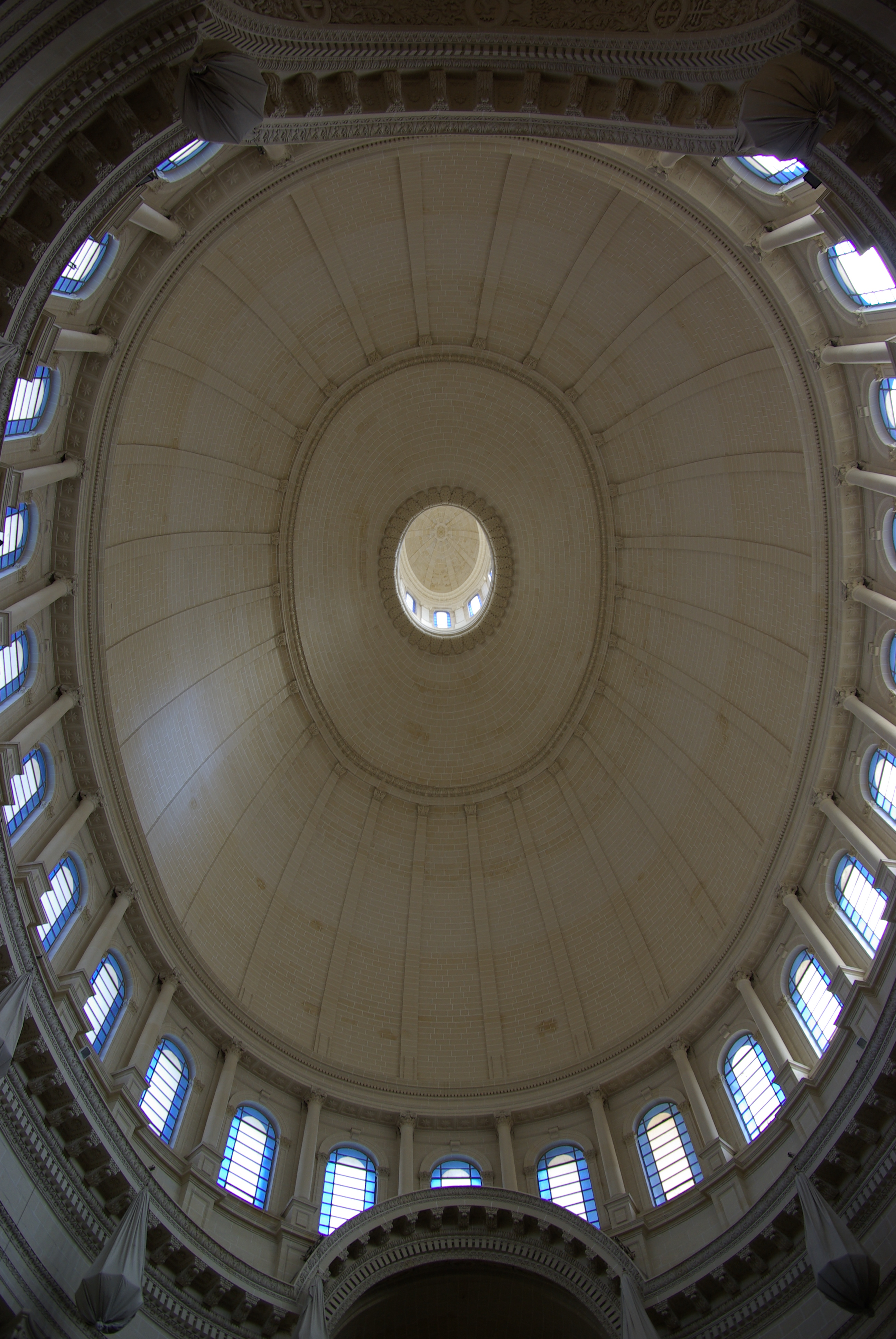
Az elliptikus kupola belseje
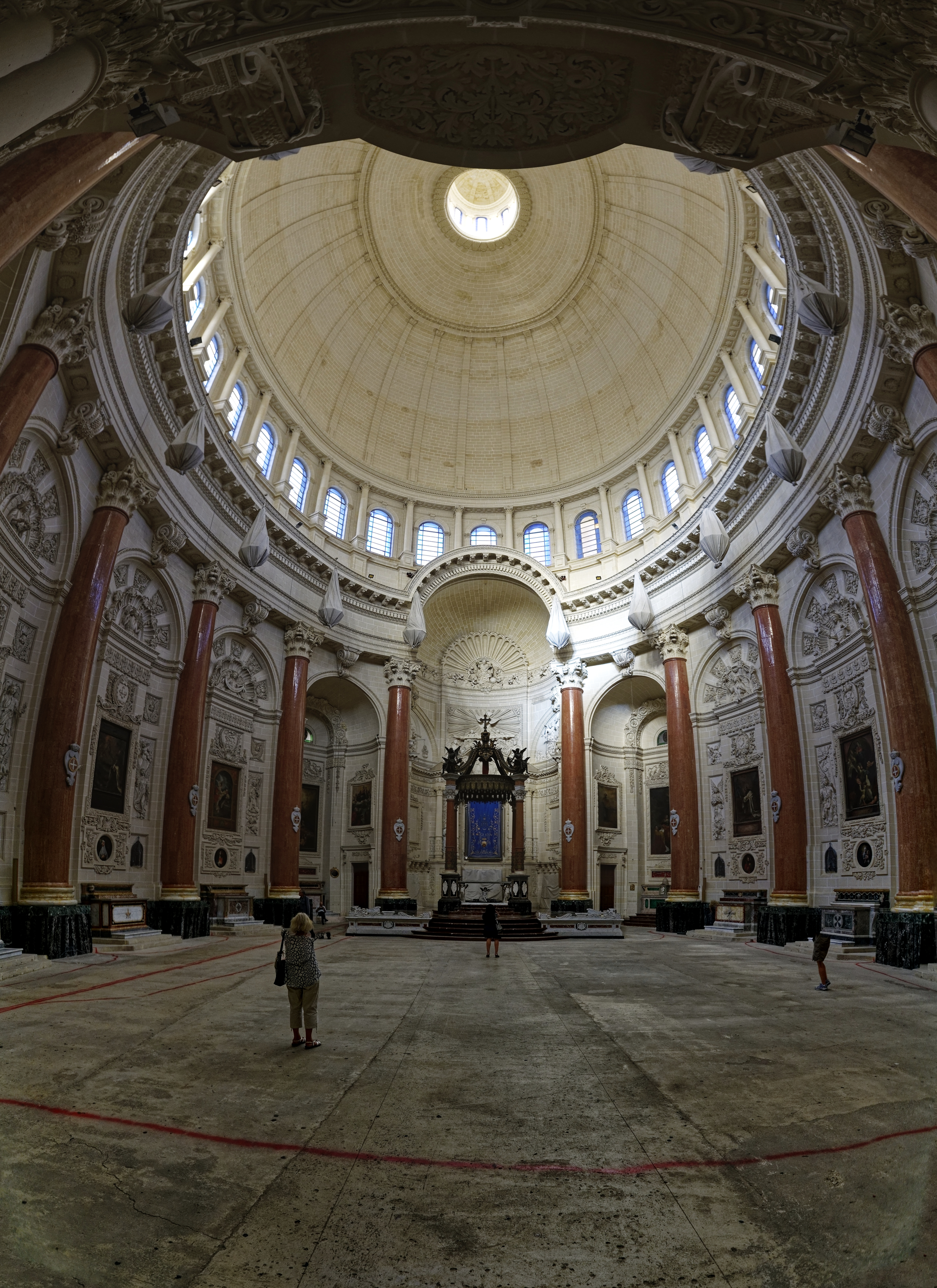
Belső panoráma 1981-ből  még építés alatt álló tempombelsőről

## Fordítás
- Ez a szócikk részben vagy egészben  a   Basilica of Our Lady of Mount Carmel, Valletta című angol Wikipédia-szócikk ezen változatának fordításán alapul.  Az eredeti cikk szerkesztőit annak laptörténete sorolja fel. Ez a jelzés csupán a megfogalmazás eredetét és a szerzői jogokat jelzi, nem szolgál a cikkben szereplő információk forrásmegjelöléseként.